# Siphocampylus rosmarinifolius
Siphocampylus rosmarinifolius är en klockväxtart som beskrevs av George Don jr. Siphocampylus rosmarinifolius ingår i släktet Siphocampylus och familjen klockväxter.
Artens utbredningsområde är Peru. Inga underarter finns listade i Catalogue of Life.